# Хлеб Небесный
Хлеб Небесный — православно-монархический и духовно-нравственный журнал русской эмиграции в Китае. Выходил в Харбине со второй половины 1920-х до 1944 года при Казанском Богородицком мужском монастыре по благословению архиепископа Харбинского и Маньчжурского Мефодия (Герасимова). Отдельно выходило приложение: «Детское чтение».

## История
Архиепископ Харбинский Мефодий был обеспокоен огромным количеством сектантской литературы, которая широко распространялась среди русских эмигрантов. Поэтому в конце 1926 году Казанско-Богородицкий монастырь в Харбине приступил к изданию двухнедельного 
религиозно-нравственного журнала «Хлеб Небесный».
Журнал издавался ежемесячно. В 1935 году вышли № 1-3 (январь-март), после чего журнал был закрыт правительством Маньчжоу-го.
С апреля 1935 по май 1936 годов выходил отдельными номерами с частными заглавиями: N 1 Пасхальный журнал; N 2 Св. Пятидесятница; N 3 Слово жизни, N 4 Казанско-Богородицкий выпуск и т. д. С 1934 года был добавлен подзаголовок — Духовно-нравственный православный иллюстрированный журнал, издаваемый при Казанском-Богородицком мужском монастыре. Среди авторов были известные представители русской эмиграции — протоиерей Николай Вознесенский, Борис Апрелев и другие.

## Редакторы
- 1926—1935 — архимандрит Ювеналий (Килин)
- 1935—1938 — архимандрит Василий (Павловский)
- с 1938 — Евгений Николаевич Сумароков

## Издатели
- П. Н. Суханов (иеромонах Варсофоний) (с 1935)
- Мельников А. П. (иеромонах Иннокентий) (с 8(1939))
- И. Кельсиев-Килин (епископ Ювеналий) (с 1940)